# The Puzzle
The Puzzle è il dodicesimo album in studio del cantautore canadese Devin Townsend, pubblicato il 3 dicembre 2021 dalla HevyDevy Records.

## Descrizione
L'album è stato realizzato durante la pandemia di COVID-19 e ha visto l'artista collaborare con svariati musicisti da tutto il mondo, tra cui Andy McKee, Mattias Eklundh, Mike Keneally, Plini e Steve Vai. Al pari del successivo Snuggles, Townsend ha spiegato che non si tratta di un vero e proprio album convenzionale, bensì «un progetto multimediale e collaborativo che agisce da spartiacque tra Empath e Lightwork in quanto è stato realizzato senza alcuna pressione da parte dell'etichetta principale (la Inside Out Music).

## Promozione
The Puzzle avrebbe dovuto essere distribuito l'8 ottobre 2021 insieme a Snuggles. Tuttavia, a causa dei rallentamenti nella produzione delle edizione fisiche causate dalla pandemia, è stato posticipato una prima volta al 22 dello stesso mese fino a giungere al 3 dicembre seguente per la versione digitale.

## Tracce
Testi e musiche di Devin Townsend, eccetto dove indicato.
1. Chromatic Ridge – 3:43
2. Life Is but a Dream – 3:29
3. Yucky Lung – 1:22
4. Kittenhead – 1:13
5. Shark in the Ice – 1:49
6. Devil in the Details – 0:58
7. Hammerhead Sugarplum – 3:47
8. Me and the Moon – 4:12
9. Anxiety in Pyjamas – 3:28
10. The Yugas – 3:01 (Devin Townsend, Mike Keneally)
11. Albert Hall – 3:58
12. Starchasm – 3:59 (Devin Townsend, Steve Vai)
13. Perfect Owl – 2:17
14. Maybe Over the Void – 2:56 (Devin Townsend, Mattias Eklund)
15. Light Year Whale – 4:31
16. Frogflowers – 1:11 (Devin Townsend, Mattias Eklund)
17. Mother – 4:28 (Devin Townsend, Tina Ahlin)
18. Southern Sky Geometry – 2:11
19. The Puzzle – 5:22
20. Monuments of Glitch – 7:22

## Formazione
Hanno partecipato alle registrazioni, secondo le note di copertina:
Musicisti
- Devin Townsend – basso, chitarra, voce, tastiera, sintetizzatore
- Morgan Ågren – batteria, percussioni, voce
- Fazal – batteria, percussioni
- Anup Sastry – batteria, percussioni
- Chris Kelly – batteria, percussioni, voce
- Kat Epple – batteria, percussioni, tastiera, sintetizzatore, strumenti ad arco, aerofoni, corno
- Nathan Navarro – basso
- Jonas Hellborg – basso
- Jean Savoie – basso
- Mike Keneally – chitarra
- Aman Khosla – chitarra, voce
- Steve Vai – chitarra
- Plini – chitarra
- Mark Cimino – chitarra, voce, tastiera, sintetizzatore
- Matt Picone – chitarra
- Andy McKee – chitarra
- Jed Simon – chitarra
- Chrys Johnson – chitarra
- Yotam Afik – chitarra
- Buckley Kelly – chitarra
- Ana Patan – chitarra, voce
- John Bertsche – chitarra
- Tina Ågren – voce
- Echo Picone – voce
- Tanya Gosh – voce
- Gitai Barak – voce
- Ché Aimee Dorval – voce
- Samantha Preis – voce
- Anne Preis – voce
- Arabella Packford – voce
- Blindboy Boatclub – voce
- Shiraz Afik – voce
- Korina Savoie – voce
- Chris Johnson – voce
- Mom Alvarado – voce
- John Bertsche – voce
- Pete Mark – voce
- Amy Wong – voce
- Mattias Eklund – tastiera, sintetizzatore, strumenti ad arco, aerofoni, corno
- Diego Tejeida – tastiera, sintetizzatore
- Ben Searies – tastiera, sintetizzatore
- Mike St Jean – tastiera, sintetizzatore
- Phillip Peterson – strumenti ad arco, aerofoni, corno
- Neyveli Radhakrishna – strumenti ad arco, aerofoni, corno
- Jørgen Munkeby – strumenti ad arco, aerofoni, corno

Produzione
- Devin Townsend – produzione, ingegneria del suono, montaggio, missaggio
- Leonardo Delgado – montaggio aggiuntivo
- Troy Glessner – mastering
- Travis Smith – copertina, design